# Dedebit FC
Dedebit Football Club w skrócie Dedebit FC – etiopski klub piłkarski z siedzibą w Mekelie, występujący w najwyższej klasie rozgrywkowej tego kraju.

## Sukcesy
- I liga[1]:
  - mistrzostwo (1): 2012/2013

- Puchar Etiopii[2]:
  - zwycięstwo (1): 2009/2010, 2012/2013

## Występy w afrykańskich pucharach
| Sezon | Rozgrywki           | Runda   | Kraj                         | Klub                 | Dom | Wyjazd | Dwumecz |
| ----- | ------------------- | ------- | ---------------------------- | -------------------- | --- | ------ | ------- |
| 2011  | Puchar Konfederacji | wstępna | Tanzania                     | Young Africans SC    | 2–0 | 4–4    | 6–4     |
| 2011  | Puchar Konfederacji | 1       | Egipt                        | Haras El-Hodood SC   | 1–1 | 0–4    | 1–5     |
| 2013  | Puchar Konfederacji | wstępna | Republika Środkowoafrykańska | ASDR Fatima          | 1–2 | 4–0    | 5–2     |
| 2013  | Puchar Konfederacji | 1       | Sudan                        | Al-Ahli Szandi       | 0–0 | 0–1    | 0–1     |
| 2014  | Puchar Mistrzów     | wstępna |                              | KMKM FC              | 3–0 | 0–2    | 3–2     |
| 2014  | Puchar Mistrzów     | 1       | Tunezja                      | Club Sportif Sfaxien | 1–2 | 0–2    | 1–4     |
| 2015  | Puchar Konfederacji | wstępna | Seszele                      | Côte d’Or FC         | 2–0 | 3–2    | 5–2     |
| 2015  | Puchar Konfederacji | 1       | Nigeria                      | Warri Wolves         | 0–0 | 0–2    | 0–2     |